# نوالسا
نوالسا (به ایتالیایی: Novalesa) یک کومونه در ایتالیا است که در استان تورین واقع شده‌است.

## خصوصیات
نوالسا ۲۸٫۳ کیلومترمربع مساحت و ۵۵۳ نفر جمعیت دارد و ۸۲۸ متر بالاتر از سطح دریا واقع شده‌است.